# Kingscote (Gloucestershire)
Kingscote – wieś w Anglii, w hrabstwie Gloucestershire, w dystrykcie Cotswold. Leży 23 km na południe od miasta Gloucester i 150 km na zachód od Londynu.